# Ángel Comizzo
Ángel Comizzo (* 27. April 1962 in Reconquista, Santa Fe) ist ein argentinischer Fußballtrainer und früherer -spieler auf der Position eines Torwarts.

## Leben

### Spieler
Comizzo begann seine aktive Laufbahn bei seinem Heimatverein Racing de Reconquista und erhielt seinen ersten Profivertrag beim CA Talleres, bei dem er von 1982 bis 1988 unter Vertrag stand. Anschließend wechselte er zum argentinischen Rekordmeister River Plate, bei dem er in zwei Etappen (zunächst von 1988 bis 1993 und später von 2001 bis 2003) unter Vertrag stand und seine erfolgreichsten Jahre erlebte; denn mit den Millonarios gewann er insgesamt vier Meistertitel.
Während seiner ersten Epoche bei River Plate wurde er in der Saison 1990/91 an den mexikanischen Verein UANL Tigres ausgeliehen. Später kehrte Comizzo in die mexikanische Liga zurück, wo er zunächst für den Club León (1996–1998) und anschließend für Monarcas Morelia (1999–2001) spielte. Mit den Monarcas gewann er den Meistertitel des Torneo Invierno 2000.
Nach einer zweiten Epoche bei River Plate beendete er seine aktive Laufbahn in der Saison 2003/04 in Diensten von Atlético Rafaela.
Comizzo wurde nach der schweren Verletzung von Stammtorhüter Nery Pumpido im zweiten Turnierspiel für den Kader der A-Nationalmannschaft bei der Weltmeisterschaft 1990 in Italien nominiert. Hinter Sergio Goycochea und Fabián Cancelarich war er dritter Torhüter im argentinischen Team, das Vizeweltmeister wurde. Einen Einsatz in der Nationalmannschaft absolvierte er niemals.

### Trainer
Talleres war nicht nur sein erster Profiverein als Spieler, sondern im Jahr 2008 auch seine erste Station als Cheftrainer.
Während der Apertura 2010 betreute er die Gallos Blancos de Querétaro, zu denen er noch einmal in der Clausura 2012 zurückkehrte.
Zwischen Dezember 2012 und März 2014 trainierte er den peruanischen Topverein Universitario de Deportes, mit dem er 2013 die peruanische Fußballmeisterschaft gewann.
Im März 2014  wurde er Cheftrainer bei seinem ehemaligen Verein Monarcas Morelia, mit dem er 2014 die neu eingeführte Supercopa MX gewann.
Seit dem Jahr 2016 trainiert er den peruanischen Zweitligisten Club Deportivo Universidad César Vallejo.

## Erfolge

### Als Spieler
- Argentinischer Meister: 1989/90, Apertura 2001, Clausura 2002, Clausura 2003
- Mexikanischer Meister: Invierno 2000

### Als Trainer
- Peruanischer Meister: 2013
- Supercopa MX: 2014